# All Eyez on Me (album Tupaca Shakura)
All Eyez on Me – czwarty studyjny album amerykańskiego rapera  2Paca. Został wydany 13 lutego 1996 roku nakładem wytwórni Death Row Records i Interscope Records. Pod względem sfery tekstowej płyta jest zupełnie inna niż poprzednie, raper bowiem postanowił odciąć się od tematyki polityczno-socjologicznej. Był to pierwszy podwójny rapowy album.
Pod względem notowań, All Eyez On Me był drugim albumem, który uplasował się na 1. miejscu list Billboard 200 i Top R&B/Hip-Hop Albums. W pierwszym tygodniu 566 000 egzemplarzy znalazło odbiorcę. Do 2014 roku sprzedano ponad 10 milionów nośników. W 1997 r. Tupacowi pośmiertnie przyznano nagrodę Soul Train Music Award for Best R&B/Soul Album of the Year – najlepszego albumu rapowego. Zwyciężył także w kategorii Award for Favorite Rap/Hip-Hop Artist – ulubiony artysta hip-hopowy na rozdaniu nagród 24th Annual American Music Awards. 1 sierpnia 2014 roku album uzyskał status diamentowej płyty za sprzedaż ponad 10 milionów egzemplarzy w samych Stanach Zjednoczonych.

## Lista utworów
Źródło.
Book 1
| Nr | Tytuł                       | Kompozytorzy                                                                    | Goście                                     | Producenci | Sample                                                            | Czas |
| -- | --------------------------- | ------------------------------------------------------------------------------- | ------------------------------------------ | --- | ----------------------------------------------------------------- | ---- |
| 1  | „Ambitionz Az a Ridah”      | T. Shakur, D. Arnaud                                                            |                                            | Dat Nigga Daz |                                                                   | 4:39 |
| 2  | „All Bout U”                | T. Shakur, J. Jackson, L. Blackmon, T. Jenkins                                  | Snoop Doggy Dogg, Nate Dogg & Dru Down     | Johnny „J”, 2Pac | „Candy” – Cameo                                                   | 4:37 |
| 3  | „Skandalouz”                | T. Shakur, D. Arnaud                                                            | Nate Dogg                                  | Dat Nigga Daz |                                                                   | 4:09 |
| 4  | „Got My Mind Made Up”       | T. Shakur, D. Arnaud, R. Brown                                                  | Dat Nigga Daz, Kurupt, Redman & Method Man | Dat Nigga Daz |                                                                   | 5:13 |
| 5  | „How Do U Want It”          | T. Shakur, J. Jackson                                                           | K-Ci & JoJo                                | Johnny „J” | „Body Heat” – Quincy Jones                                        | 4:47 |
| 6  | „2 of Amerikaz Most Wanted” | T. Shakur, C. Broadus, D. Arnaud                                                | Snoop Doggy Dogg                           | Dat Nigga Daz |                                                                   | 4:07 |
| 7  | „No More Pain”              | T. Shakur, D. Swing, C. Smith, R. Diggs Jr.                                     |                                            | DeVanté |                                                                   | 6:14 |
| 8  | „Heartz of Men”             | T. Shakur, D. Blake, Prince, G. Clinton Jr., W. Collins, C. Haskins, B. Worrell | David Blake                                | „Darling Nicki” – Prince & The Revolution „That Nigga's Crazy” – Richard Pryor „Up for the Down Stroke” – Parliament |                                                                   | 4:43 |
| 9  | „Life Goes On”              | T. Shakur, J. Jackson                                                           |                                            | Johnny „J” | „Brandy (You're a Fine Girl)” – The O’Jays                        | 5:02 |
| 10 | „Only God Can Judge Me”     | T. Shakur, D. Rasheed                                                           | Rappin' 4-Tay                              | Doug Rasheed |                                                                   | 4:57 |
| 11 | „Tradin War Stories”        | T. Shakur, M. Mosley                                                            | Dramacydal, C-Bo & Storm                   | Mike Mosley, Rick Rock                                                                                               | „It's a Man’s Man’s World” – James Brown                          | 5:29 |
| 12 | „California Love”           | T. Shakur, Dr. Dre, R. Troutman, L. Throutman, N. Durham, W. Cunnigham          | Dr. Dre & Roger Troutman                   | Dr. Dre | „So Ruff So Tuff” – Roger Troutman „Intimate Connection” – Kleeer | 6:25 |
| 13 | „I Ain’t Mad at Cha”        | T. Shakur, D. Arnaud                                                            | Danny Boy                                  | Dat Nigga Daz |                                                                   | 4:53 |
| 14 | „What'z Ya Phone # „        | T. Shakur, J. Jackson                                                           | Danny Boy                                  | Johnny „J” & 2Pac | „777-9311” – Prince                                               | 5:10 |

Book 2
| Nr | Tytuł                         | Kompozytorzy                                                | Goście                            | Producenci              | Sample                                    | Czas |
| -- | ----------------------------- | ----------------------------------------------------------- | --------------------------------- | ----------------------- | ----------------------------------------- | ---- |
| 1  | „Can't C Me”                  | T. Shakur, Dr. Dre                                          | George Clinton                    | Dr. Dre                 |                                           | 5:30 |
| 2  | „Shorty Wanna Be a Thug”      | T. Shakur, J. Jackson                                       |                                   | Johnny „J”              | „Wildflower” – Hank Crawford              | 3:51 |
| 3  | „Holla at Me”                 | T. Shakur, Bobcat                                           |                                   | Bobby „Bobcat” Ervin    |                                           | 4:56 |
| 4  | „Wonda Why They Call U Bitch” | T. Shakur, J. Jackson                                       |                                   | Johnny „J” & 2Pac       |                                           | 4:19 |
| 5  | „When We Ride”                | T. Shakur, DJ Pooh                                          | Outlaw Immortalz                  | DJ Pooh                 |                                           | 5:09 |
| 6  | „Thug Passion”                | T. Shakur, J. Jackson, L. Troutman, R. Troutman, S. Murdock | Jewell, Dramacydal & Storm        | Johnny „J” & 2Pac       | „Computer Love” – Roger Troutman          | 5:08 |
| 7  | „Picture Me Rollin'”          | T. Shakur, J. Jackson, T. Himes                             | Danny Boy, Syke & CPO             | Johnny „J”              | „Winter Sadness” – Kool and the Gang      | 5:15 |
| 8  | „Check Out Time”              | T. Shakur, J. Jackson, T. Himes, R. Brown                   | Kurupt & Syke                     | Johnny „J” & 2Pac       |                                           | 4:39 |
| 9  | „Ratha Be Ya Nigga”           | T. Shakur, D. Rasheed                                       | Richie Rich                       | Doug Rasheed            | „I'D Rather Be with You” – George Clinton | 4:14 |
| 10 | „All Eyez on Me”              | T. Shakur, J. Jackson, J. Pennington                        | Syke                              | Johnny „J”              |                                           | 5:08 |
| 11 | „Run tha Streetz”             | T. Shakur, J. Jackson                                       | Michel'le, Mutah & Storm          | Johnny „J” & 2Pac       | „Piece of My love” – Guy                  | 5:17 |
| 12 | „Ain't Hard 2 Find”           | T. Shakur                                                   | E-40, B-Legit, C-Bo & Richie Rich | Mike Mosley & Rick Rock |                                           | 4:29 |
| 13 | „Heaven Ain't Hard 2 Find”    | T. Shakur, QD3                                              |                                   | QD3                     |                                           | 3:58 |

## Single
1. „All Eyez On Me” – 28 grudnia 1995
2. „2 of Amerikaz Most Wanted” – 7 maja 1996
3. „How Do U Want It” – 4 czerwca 1996
4. „All Bout U” – 13 sierpnia 1996
5. „I Ain’t Mad at Cha” – 15 września 1996

## Personel
Źródło: „All Eyez On Me” w bazie AllMusic oraz książeczka w płycie CD.
- 2Pac – współproducent, kompozytor, producent, wokale
- Suge Knight – producent wykonawczy
- Norris Anderson – kierownik produkcji
- Delmar "Daz" Arnaud – kompozytor
- Dave Aron – sprawy techniczne, miksowanie
- Big Syke – wokale
- Larry Blackmon – kompozytor
- David Blake – kompozytor, miksowanie, producent, talk box
- B-Legit – wokale
- Bobcat – kompozytor
- Calvin Broadus – kompozytor
- R. Brown – kompozytor
- C-BO – wokale
- Larry Chatman – współproducent
- Rick Clifford – sprawy techniczne
- G. Clinton, Jr. – kompozytor
- George Clinton – kompozytor, wokale
- Nanci Fletcher – wokale
- Dorothy Coleman – wokale w tle
- W. Collins – kompozytor
- Kenn Cox – kompozytor
- CPO – wokale
- Woody Cunningham – kompozytor
- Tommy D. Daugherty – sprawy techniczne
- Danny Boy – wokale
- Dat Nigga Daz – producent, wokale
- Robert Diggs – kompozytor
- DJ Pooh – kompozytor, miksowanie, producent
- Dr. Dre – kompozytor, miksowanie, producent, wokale
- Tha Dogg Pound – wokale
- Nate Dogg – wokale
- Dramacydal – wokale
- Dru Down – wokale
- Norman Durham – kompozytor
- E-40 – wokale
- Ebony – wokale w tle
- Bobby Ervin – kompozytor, producent
- Fatal – wokale
- Brian Gardner – mastering
- Michael Geiser – współpracownik od spraw technicznych
- Yaki Kadafi – wokale
- Nathaniel Hale – kompozytor
- C. Haskins – kompozytor
- Johnny Jackson – kompozytor
- Jewell – wokale
- Johnny "J" – miksowanie, producent
- Puff Johnson – wokale w tle
- Jojo the Elf – wokale
- E. Jordan – kompozytor
- Kurupt – wokale
- Alvin McGill – współpracownik od spraw technicznych, sprawy techniczne
- Method Man – wokale
- Michel'le – wokale
- Mike Mosley – współpracownik od spraw technicznych, kompozytor, miksowanie, producent
- Nanci Fletcher – wokale
- Shirley Murdock – kompozytor
- Ken Nahoum – fotografika
- Outlawz – wokale
- J.P. Pennington – kompozytor
- Prince – kompozytor
- George Pryce – scenografia, desing
- QD3 – kompozytor
- Rappin' 4-Tay – wokale
- Doug Rasheed – kompozytor, producent
- Danny Ray – wokale w tle
- Redman – wokale
- Richie Rich – wokale
- Rick Rock – producent
- Patrick Shevelin – współpracownik od spraw technicznych
- Carl "Butch" Small – perkusja
- Stacey Smallie – wokale w tle
- C. Smith – kompozytor
- Henry "Hendogg" Smith – ilustracje
- Snoop Doggy Dogg – wokale
- Troy Staton – sprawy techniczne
- D. Stevens – kompozytor
- E. Stevens – kompozytor
- D. Stewart – kompozytor
- The Storm – wokale
- DeVanté Swing – kompozytor, miksowanie, producent
- Roy Tesfay – koordynacja produkcji
- Rahiem Prince Thomas – kompozytor
- S. Thomas – kompozytor
- Sean "Barney" Thomas – klawisze
- Larry Troutman – kompozytor
- Roger Troutman – kompozytor, wokale, talk box
- Natasha Walker – wokale w tle
- Carlos Warlick – sprawy techniczne, miksowanie
- Barbara Warren – stylistka, nieznana rola kontrybutora
- Bruce Washington – kompozytor
- Danette Williams – wokale w tle
- Barbara Wilson – wokale w tle
- Nanci Fletcher – wokale w tle
- Keston Wright – sprawy techniczne

## Certyfikaty i sprzedaż
| Kraj                     | Certyfikat         | Sprzedaż    |
| ------------------------ | ------------------ | ----------- |
| Australia (ARIA)         | złota płyta        | 35 000+     |
| Dania (IFPI Danmark)     | 2x platynowa płyta | 40 000+     |
| Kanada (MC)              | platynowa płyta    | 100 000+    |
| Nowa Zelandia (RMNZ)     | 2x platynowa płyta | 30 000+     |
| Stany Zjednoczone (RIAA) | diamentowa płyta   | 10 000 000+ |
| Wielka Brytania (BPI)    | platynowa płyta    | 300 000+    |
| Włochy (FIMI)            | złota płyta        | 25 000+     |